# Rachid Maatar
Rachid Maâtar (en arabe : رشيد معطر), né le 27 janvier 1959 à Nancy (France), est un footballeur international algérien, devenu ensuite entraîneur de football. Il possède aussi la nationalité française.
Il compte 25 sélections en équipe nationale entre 1985 et 1988.

## Joueur
Enfant de l'AS Nancy-Lorraine où il a signé sa première licence à l'âge de cinq ans, il gravit tous les échelons et débute en première division lors de la saison 1983-1984. Il poursuit ensuite sa carrière dans plusieurs clubs de deuxième division. Il totalise près de 400 matches professionnels et 25 sélections avec l'équipe nationale d'Algérie, participant à deux phases finales de Coupes d'Afrique des Nations où il fut demi-finaliste malheureux en 1988 contre le Nigeria, buteur lors de la demi-finale, l'Algérie s'inclinant finalement aux tirs au but.

## Entraîneur
C'est à Lunéville en DH qu'il commence son parcours d'entraîneur. Il revient ensuite dans son club de Nancy pendant quatre saisons où il cumule les postes d'entraîneurs des moins de 17 ans et d'adjoint de Laszlo Bölöni. En février 2002, après deux semaines de stage au CTNFS de Clairefontaine, il est diplômé du brevet d'État d'éducateur sportif 2e degré (BEES 2). Ensuite, Rachid Maatar passe deux ans et demi à Metz en tant qu'entraîneur adjoint d'Albert Cartier et de Jean Fernandez, puis un an et demi à Valenciennes où adjoint d'Antoine Kombouare où il est chargé de la supervision des adversaires. Durant cette période, Rachid Maatar obtient les diplômes de formateur (CF) et d'entraîneur professionnel (DEPF). Quand Pablo Correa, entraîneur de l'ASNL, lui propose au printemps 2008, le poste de directeur du centre de formation de l'ASNL, il accepte.